# Phlomis tathamiorum
Phlomis tathamiorum (лат.) — вид двудольных растений рода Зопник (Phlomis) семейства Яснотковые (Lamiaceae). Впервые описан ливанскими ботаниками Рикардусом М. Хабером и Мирной Т. Семаан в 2002 году.
Видовой эпитет дан в честь бывшего британского посла в Ливане Дэвида Тетхэма, который содействовал работе по сохранению природы Ливана.

## Распространение и среда обитания
Эндемик севера Ливана. Редкий вид, известный с каменистых горных пастбищ в окрестностях города Эхден.

## Ботаническое описание
Гемикриптофит или хамефит.
Многолетнее травянистое железистое растение.
Стебель высотой до 1,1 м, прямостоячий, жёсткий, ломкий; основание деревянистое.
Листья в основном продолговато-ланцетовидной формы.
Соцветие метельчатое, состоит из 5—10 мутовок по 8—14 цветков в каждой (чаще по 10); венчик цветка жёлтого цвета.
Плод — орешек; семя коричневого цвета, морщинистое.